# Thriller (албум на Худини)
„Thriller“ е първият студиен албум на българския рапър и музикален продуцент Худини, издаден през 2008 г. Записването на албума протича в периода между март и ноември 2008 г. Продукцията включва 17 песни, записани в Студио 33, Бургас и се разпространява от Худ Джи Фем Ентертейнмънт на компакт диск и digital audio. Сингли от албума са песните „По цял ден“ с участието на рапъра Фенг и „Звезди“.

## Списък на песните в албума
| №   | Заглавие                                   | Автор(и)                                                     | Музика                                        | Аранжимент                 | Времетраене |
| --- | ------------------------------------------ | ------------------------------------------------------------ | --------------------------------------------- | -------------------------- | ----------- |
| 1.  | Мръсните гадини с участието на $.$.        | Стоян Иванов, Калоян Иванов, Иван Краев, Васил Краев         | Стоян Иванов, Петко Иванов                    | Стоян Иванов, Павел Павлов | 04:11       |
| 2.  | Говоря за мен                              | Стоян Иванов, Петко Иванов                                   | Стоян Иванов, Петко Иванов                    | Петко Иванов               | 02:20       |
| 3.  | По цял ден с участието на Fang             | Стоян Иванов, Петко Иванов                                   | Стоян Иванов, Петко Иванов                    | Стоян Иванов, Петко Иванов | 03:28       |
| 4.  | Шибам, пуша, пия с участието на Ke$ho      | Стоян Иванов, Петър Начев, Петко Иванов                      | Стоян Иванов, Петко Иванов                    | Петко Иванов               | 03:59       |
| 5.  | Мръсни усти с участието на Gravy           | Стоян Иванов, Константин Пенев, Петко Иванов                 | Стоян Иванов, Петко Иванов                    | Петко Иванов               | 03:30       |
| 6.  | На теб говоря с участието на Nird & Fang   | Стоян Иванов, Петко Иванов, Недко Динков                     | Стоян Иванов, Петко Иванов                    | Стоян Иванов               | 03:51       |
| 7.  | И летим с участието на Svetkooo            | Стоян Иванов, Петко Иванов, Светислав Кирилов, Иван Карников | Стоян Иванов, Петко Иванов, Светослав Кирилов | Стоян Иванов               | 03:58       |
| 8.  | Thriller с участието на Фед                | Стоян Иванов, Иван Карников                                  | Стоян Иванов, Петко Иванов                    | Петко Иванов               | 03:51       |
| 9.  | Отвори си очите                            | Стоян Иванов                                                 | Стоян Иванов, Петко Иванов                    | Стоян Иванов               | 03:34       |
| 10. | Interlude                                  | Стоян Иванов                                                 | Стоян Иванов, Петко Иванов                    | Стоян Иванов               | 01:23       |
| 11. | Като мен                                   | Стоян Иванов                                                 | Стоян Иванов, Петко Иванов                    | Стоян Иванов               | 03:54       |
| 12. | От другата страна                          | Стоян Иванов, Петко Иванов                                   | Стоян Иванов, Петко Иванов                    | Стоян Иванов               | 03:43       |
| 13. | От залива с участието на Майт и Фед        | Стоян Иванов, Димитър Ганчев, Иван Карников                  | Стоян Иванов, Петко Иванов                    | Петко Иванов               | 03:23       |
| 14. | Звезди                                     | Стоян Иванов                                                 | Стоян Иванов                                  | Стоян Иванов               | 03:06       |
| 15. | По цял ден с участието на Freestyle & Fang | Стоян Иванов, Петко Иванов, Freestyle                        | Стоян Иванов, Петко Иванов                    | Стоян Иванов, Петко Иванов | 02:26       |
| 16. | То                                         | Стоян Иванов, Петко Иванов                                   | Стоян Иванов, Петко Иванов                    | Петко Иванов               | 04:07       |
| 17. | На моя човек                               |                                                              | Стоян Иванов, Павел Павлов                    | Стоян Иванов, Павел Павлов | 01:20       |

## Екип
- Hoodini – вокали, клавишни
- Fang – гост вокали, дръм процесинг, клавишни, аудио инженер, продуцент
- Иван Краев – арт дизайн на обложката
- Добри Момчета, Майт и Фед, Nird, Gravy, Svetkooo, $.$., Freestyle – гост вокали